# Zekr
Zekr es una aplicación de escritorio de código abierto del Corán. Es una herramienta de estudio del Corán de plataforma abierta para examinar e investigar sobre el Corán. Zekr es un proyecto basado en el Corán, planeado para ser una aplicación universal, libre y multiplataforma para realizar la mayoría de las referencias al Corán, según la web del proyecto
Zekr es capaz de tener varios complementos diferentes, paquetes de traducción, temas, recitaciones y paquetes de revelación.
Desde la versión 0.7.0, es posible buscar a través de diferentes traducciones del Corán, tanto con búsqueda indexada (basada en Lucene), como con la búsqueda básica. Además esta versión introduce la paginación para el texto del Corán.
Zekr acepta diferentes complementos para hacer la aplicación tan personalizable como sea posible. Actualmente acepta diferentes paquetes de traducción del Corán, de idioma, de orden de revelación, y de tema. Los packs de orden de revelación se utilizan para ordenar los resultados de búsqueda basados en esquemas de orden de revelación diferentes.
Zekr viene con un instalador NSIS Windows y una aplicación paquete para Mac. Siempre hay un paquete base  .tar.gz para máquinas Linux (todas), así como paquetes Debian para distribuciones Linux compatibles con Debian.
Varias recitaciones y traducciones están disponibles para su descarga aquí Archivado el 18 de julio de 2017 en Wayback Machine..